# Winter (eksperimentalfilm)
Winter er en dansk eksperimentalfilm fra 2008 instrueret af Johan Knattrup Jensen.

## Handling
En ung mand, Winter, prøver at leve et simpelt og ordinært liv, men barndommens traumer presser sig på, og tvinger ham til at se fortiden i øjnene.

## Medvirkende
- Johan Philip Asbæk, Winter
- Johannes Blöndal, Winter, 12 år
- Bo Carlsson, Faderen
- Ditte Ylva Olsen, Moderen